# جيش تحرير كوسوفو

شعار جيش تحرير كوسوفو

جيش تحرير كوسوفو (ألبانية،Ushtria Çlirimtare e Kosovës أو UÇK) والذي يعرف اختصاراً أيضاً ب KLA. هو منظمة مسلحة قومية لألبان كوسوفو كانت تقاتل يوغسلافيا وصربيا من أجل استقلال كوسوفو في فترة التسعينيات. يعتبر جيش تحرير كوسوفو منظمة إرهابية في نظر العديد من الدول ومن بينها الولايات المتحدة الأمريكية والأمم المتحدة. دخل جيش تحرير كوسوفو في عمليات مسلحة جرت خلال نهاية التسعينيات بين الصرب والألبان في اقليم كوسوفو خلال ما عرف بحرب كوسوفو (1997-1999). من أبرز الشخصيات التي انتمت إلى جيش تحرير كوسوفو رئيس وزراء كوسوفو الحالي هاشم ثاتشي.